# Perth Soccer Club
Il Perth Soccer Club è una squadra di calcio con sede a Perth, Australia. Partecipa alla NPL Western Australia.

## Storia
Venne fondato nel 1987 dalla fusione dei Perth Azzurri (fondato nel 1950), East Fremantle Tricolore (1953) e Balcatta Etna (1977, fuso nel 1991). La squadra risultante era nota come Perth Italia. Nel 1995 ne fu deciso il cambio di nome in Perth Soccer Club.